# Punk Goes 80's
Punk Goes 80's is het vierde verzamelalbum uit de Punk Goes... serie uitgegeven door Fearless Records. Het bevat poppunk covers van nummers uit de jaren '80.

## Nummers
1. Manic Monday (The Bangles) - Relient K
2. I Ran (A Flock of Seagulls) - Hidden in Plain View
3. I Melt with You (Modern English) - Sugarcult
4. Your Love (The Outfield) - Midtown
5. Don't You (Forget About Me) (Simple Minds) - Rufio
6. Pop Song 89 (R.E.M.) - Motion City Soundtrack
7. Holding Out for a Hero (Bonnie Tyler) - Emery
8. Just Like Heaven (The Cure) - Gatsbys American Dream
9. The Power of Love (Huey Lewis & the News) - The Early November
10. Straight Up (Paula Abdul) - Halifax
11. Dead Man's Party (Oingo Boingo) - A Thorn for Every Heart
12. Wrapped Around Your Finger (The Police) - Brazil
13. Forever Young (Rod Stewart) - So They Say
14. Everybody Wants To Rule The World (Tears for Fears) - JamisonParker
15. Video Killed the Radio Star (The Buggles) - Amber Pacific

Punk Goes Metal ·
Punk Goes Pop ·
Punk Goes Acoustic ·
Punk Goes 80's ·
Punk Goes 90's ·
Punk Goes Acoustic 2 ·
Punk Goes Crunk ·
Punk Goes Pop Volume Two ·
Punk Goes Classic Rock ·
Punk Goes Pop Volume 03. ·
Punk Goes X ·
Punk Goes Pop Volume 4 ·
Punk Goes Pop Volume 5 ·
Punk Goes Christmas ·
Punk Goes 90s Vol. 2 ·
Punk Goes Pop Vol. 6 ·
Punk Goes Pop Vol. 7